# Mąkosy Stare
Mąkosy Stare – wieś w Polsce położona w województwie mazowieckim, w powiecie radomskim, w gminie Jastrzębia. Ma status sołectwa.
Mąkosy istniały w XII w.

## Podział administracyjny
| SIMC    | Nazwa    | Rodzaj    |
| ------- | -------- | --------- |
| 0624410 | Gać      | część wsi |
| 0624427 | Zadulowa | część wsi |

W latach 1954–1961 wieś należała i była siedzibą władz gromady Mąkosy, po jej zniesieniu w gromadzie Poświętne. W latach 1975–1998 miejscowość administracyjnie należała do województwa radomskiego.
Wieś obejmuje rzymskokatolicka parafia Wniebowzięcia Najświętszej Maryi Panny w Goryniu.